# Bartłomiej Nowotarski
Bartłomiej Antoni Nowotarski (ur. 8 lipca 1958 we Wrocławiu) – polski prawnik konstytucjonalista, politolog, doktor habilitowany nauk społecznych, adiunkt Uniwersytetu Ekonomicznego we Wrocławiu, były wiceprezydent Wrocławia.

## Życiorys
Absolwent Uniwersytetu Wrocławskiego (1983). Działał w „Solidarności” i Niezależnym Zrzeszeniu Studentów. W 1981 był uczestnikiem strajków studenckich we Wrocławiu. Więziony w okresie stanu wojennego. W 1989 obronił pracę doktorską. Po 1989 był zaangażowany w prace legislacyjne Sejmu. Był jednym z współautorów tzw. Małej Konstytucji z 1992.
Był wśród założycieli ROAD, z którym przystąpił do Unii Demokratycznej, w której pełnił funkcję przewodniczącego Rady Politycznej. Następnie działał w Unii Wolności i Partii Demokratycznej (był przewodniczącym jej dolnośląskich struktur), z której w październiku 2009 przeszedł do Stronnictwa Demokratycznego.
W roku 1994 stypendysta Fulbrighta na Yale University. W latach 1994–1998 był wiceprezydentem miasta Wrocławia. Od 1994 pełnił mandat radnego Rady Miasta Wrocławia (do 2006, następnie nie kandydował ponownie). Bez powodzenia kandydował do Parlamentu Europejskiego z listy UW w 2004 oraz do Sejmu z listy PD w 2005 i z listy LiD w 2007.
Jest nauczycielem akademickim w Katedrze Filozofii i Komunikacji Społecznej Wydziału Nauk Ekonomicznych Uniwersytetu Ekonomicznego we Wrocławiu. W 2013 uzyskał w Instytucie Politologii Wydziału Nauk Społecznych Uniwersytetu Wrocławskiego na podstawie dorobku naukowego i rozprawy pt. Jak budować a jak burzyć demokracje. Studia nad konsolidacją nowych demokracji w XX i XXI wieku stopień doktora habilitowanego nauk społecznych w zakresie nauk o polityce, specjalność: systemy polityczne.
Pełnił funkcję prezesa klubu piłkarskiego Śląsk Wrocław.